# Xian de Tongbai
Le xian de Tongbai (桐柏县 ; pinyin : Tóngbǎi Xiàn) est un district administratif de la province du Henan en Chine. Il est placé sous la juridiction de la ville-préfecture de Nanyang.

## Démographie
La population du district était de 424 310 habitants en 1999.